# Погребской сельсовет
Погребской сельсовет — сельское поселение в Суджанском районе Курской области Российской Федерации.
Административный центр — село Погребки.

## История
Статус и границы сельского поселения установлены Законом Курской области от 21 октября 2004 года № 48-ЗКО «О муниципальных образованиях Курской области».
Законом Курской области от 26 апреля 2010 года № 26-ЗКО в состав сельсовета включены населённые пункты упразднённого Ивницкого сельсовета.

## Население
| 2002 | 2010 | 2012 | 2013 | 2014 | 2015 | 2016 |
| ---- | ---- | ---- | ---- | ---- | ---- | ---- |
| 473  | ↗482 | ↘473 | ↘470 | ↗471 | ↘463 | ↗467 |
| 2017 | 2018 | 2019 | 2020 | 2021 |      |      |
| ↘464 | ↘461 | ↘450 | ↘420 | ↘414 |      |      |

## Состав сельского поселения
| №  | Населённый пункт | Тип населённого пункта       | Население |
| -- | ---------------- | ---------------------------- | --------- |
| 1  | Генераловка      | деревня                      | ↘12       |
| 2  | Дьяковка         | деревня                      | ↘8        |
| 3  | Ивница           | село                         | ↘27       |
| 4  | Исаковка         | деревня                      | ↘35       |
| 5  | Камышевка        | деревня                      | ↘0        |
| 6  | Красный Посёлок  | хутор                        | ↘4        |
| 7  | Марьевка         | хутор                        | ↘8        |
| 8  | Машкино          | деревня                      | ↘7        |
| 9  | Мерзловка        | деревня                      | ↘53       |
| 10 | Новоселовка      | хутор                        | ↘6        |
| 11 | Орловка          | деревня                      | ↗36       |
| 12 | Погребки         | село, административный центр | ↘266      |
| 13 | Хитровка         | деревня                      | ↘20       |